# Chillac
Chillac település Franciaországban, Charente megyében. Lakosainak száma 225 fő (2022. január 1.). Chillac Berneuil, Condéon, Guizengeard, Oriolles és Passirac községekkel határos.

## Népesség
A település népessége az elmúlt években az alábbi módon változott:
| Lakosok száma | 229  | 188  | 165  | 195  | 200  | 209  | 220  | 221  | 223  | 225  |
|               | 1968 | 1982 | 1990 | 2006 | 2013 | 2015 | 2017 | 2019 | 2020 | 2022 |